# قائم آل محمد
قائم (به عربی: القائم) در لغت به معنای برخاسته و در اصطلاح مذهب شیعه، به شخصی گویند که در آخرالزمان ظهور می‌کند و جهان را از عدالت پر می‌سازند. طبق نظر این مذهب، قائم آل محمدْ همان حجت بن الحسن العسکری ملقب به امام زمان است.

## دلایل شیعه در وجه صدور لقب
1. نقل گشته است که امام ششم شیعیان در گفتاری می‌گوید: او به دلیل قیام به حقش قائم نامیده شده‌است.[۲]
2. نقل گشته است که در گفتاری صقر بنِ دلف از محمد بن علی امام نهم شیعیان شوند این نامگذاری را می‌پرسد و او در پاسخ می‌گوید: «چون او پس از فراموش شدن نامش و ارتداد بیشتر کسانی که به او باور دارند قیام می‌کند.»[۳]
3. نقل گشته است که ابوحمزه ثمالی می‌گوید: «از ابوجعفر محمد بن علی (امام پنجم شیعیان) پرسیدم: «ای فرزند رسول خدا! آیا همه شما قائم و به پا دارنده حق نیستید؟» فرمود: «بلی.» عرض کردم: «چرا قائم را قائم نامیده‌اند؟» فرمود: «هنگامی که جد من، حسین شهید شد، فرشتگان به درگاه خداوند ضجه و ناله نموده، نزد او شکایت کردند!... پس خداوند امامان از فرزندان حسین را به آنان نشان داد و فرشتگان از دیدن آنان خوشحال شدند. در آن هنگام، دیدند که یکی از ایشان ایستاده و نماز می‌خواند. پس خداوند فرمود: به وسیله این قائم [= ایستاده] از آنان[= قاتلان حسین] انتقام خواهم گرفت.»[۴]
4. نقل گشته است که امام هشتم شیعیان به هنگام بیان این لقب امام دوازدهم از جای برمی‌خاسته و دست بر سر می‌نهاده و می‌گفت: «اللهم عجل فرجه و مخرجه وانصرنا به نصرا عزیزا.»[۵] از این رو شیعیان به پیروی از امام هشتم خویش به هنگام بیان این لقب از جای برخاسته و ادای احترام می‌نمایند.